# Abraham Mosche Fuchs
Abraham Mosche Fuchs (hebräisch א. מ. פוקס; auch A. M. Fuchs oder A. M. Fuks; geboren 17. Oktober 1890 in Oserna, Galizien, Österreich-Ungarn; gestorben 29. Mai 1974 in Tel Aviv) war österreichisch-israelischer, jiddischsprachiger Schriftsteller und Journalist.

## Leben
Fuchs besuchte den Cheder und die vierklassige Volksschule. Er ging dann als Arbeiter nach Tarnopol und Lemberg und schloss sich den Bundisten und den Arbeiterzionisten an.
Seine erste Veröffentlichung erfolgte 1911 im Wochenblatt folkss-frajnd in Lemberg. 1912 erschien sein erstes Buch ejnsame. noweln in der Buchreihe jung-galizje. Er versuchte es zweimal mit der Auswanderung in die USA und veröffentlichte auch in New York, wo er Sonja Paltun, die mit ihrer Familie aus Odessa ausgewandert war, traf. Ab 1914 lebten beide in Wien, 1915 heirateten sie, sie hatten die 1918 geborene Tochter Lola Carr-Fuchs, die sie weder in Jiddisch noch in Wienerisch, sondern in Hochdeutsch erzogen. Während des Krieges war er körperlich so erschöpft, dass er nicht zum Militär eingezogen wurde. Nach Kriegsende ging er als Korrespondent der Wiener jydische morgenposst in das vom polnisch-russischen Krieg und vom Bürgerkrieg zerstörte Ruthenien und berichtete von den Pogromen und Massakern an der jüdischen Bevölkerung. 1921 wurde Fuchs Wiener Korrespondent des New Yorker Forverts und war nun dank der Bezahlung in Devisen materiell gut versorgt. Seine Berichte und Feuilletons erschienen in der jiddischen Presse Europas und Amerikas. 1924 veröffentlichte er in Warschau zwei weitere Bücher.
Nach dem Anschluss Österreichs 1938 geriet er für einige Wochen in Gestapohaft, seine Romanmanuskripte wurden von Gestapoleuten verbrannt. Fuchs floh mit seiner Familie über die Schweiz nach Paris und von dort nach London. Nach Ausbruch des Zweiten Weltkriegs wurde er als Enemy Alien für drei Monate auf der Insel Man interniert. In London wurde er Mitarbeiter von Abraham Nochem Stenzels Zeitschrift losch’n un leben.
Ab 1950 lebte er in Tel Aviv, wo er weiterhin in Jiddisch publizierte, aber auch zwei Erzählbände in hebräischer Übersetzung herausbrachte. Seine Erzählungen wurden auch in hebräische Anthologien und Chrestomathien aufgenommen.
Fuchs schrieb Kurzgeschichten über die arme jüdische Landbevölkerung und die Verelendeten in der Wiener Vorstadt. Sein Stil wird mit dem von Mendele Mojcher Ssforim verglichen. Von ihm erschienen fünf Bücher in Jiddisch und zwei in Hebräisch. Er war Ehrenpräsident der Yiddish Writers Association.
Sein Grab befindet sich auf dem Friedhof Kiryat Shaul in Tel Aviv.

## Werke (Auswahl)
Titel und Verlag in Transkription

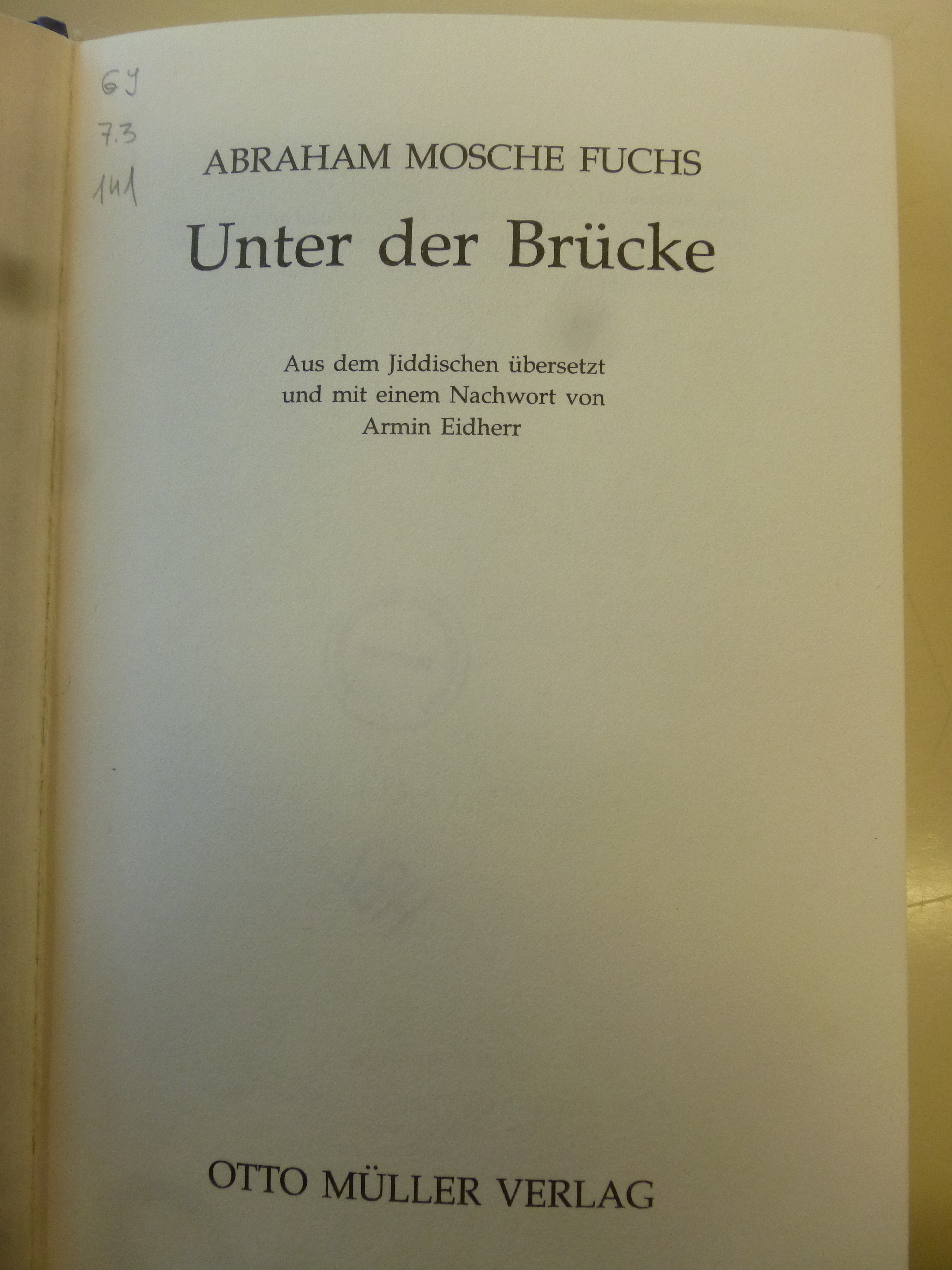
Unter der Brücke (1997)

- Eynzame novelen. Lemberg 1912 (hebräisch); archive.org – Digitalisat der Steven Spielberg Digital Yiddish Library
- Unṭer der briḳ: un andere dertseylungen. Ḳulṭur-lige, Ṿarshe [Warschau] 1924 (hebräisch); Textarchiv – Internet Archive
  - Unter der Brücke. Aus dem Jiddischen übersetzt und mit einem Nachwort von Armin Eidherr. Otto Müller Verlag, Salzburg 1997, ISBN 3-7013-0961-2 (Jiddische Bibliothek; 3)
- Oyfn bergl dertseylung, 1924 (hebräisch); archive.org – Digitalisat der Steven Spielberg Digital Yiddish Library; Digitalisat des Yiddish Book Center
- di nacht un der tog. Erzählungen. der kwal, New York 1961 (hebräisch); archive.org – Digitalisat der Steven Spielberg Digital Yiddish Library
- A. M. Fuchs: My shtetl. Übersetzung ins Englische Lily Fox Shine, Cyril Fox. In: Memorial book of Jezierna (Ozerna, Ukraine). Haifa 1971; abgerufen am 1. April 2018.
- derzejlungen. Erzählungen. perez, Tel Aviv 1976.